# GhostNet
GhostNet (“Xarxa Fantasma“ en anglès; “幽灵网“ en xinès simplificat, o IōuLíngWǎng en Pinyin) és el nom donat en 2009 a una gran operació d'espionatge electrònic, l'origen majoritari del qual se centrava en la República Popular de la Xina. Es tractava d'una xarxa que havia aconseguit infiltrar-se en almenys 1.295 computadores de 103 arreu del món. Un informe de Information Warfare Monitor va descobrir que havien sigut compromesos sistemes informàtics pertanyents a ambaixades i altres oficines governamentals, així com centres d'exili del tibetà Dalai-Lama a l'Índia i a les ciutats de Brussel·les, Londres i Nova York. Encara que l'activitat estava basada majorment a la Xina, no hi ha una font concloent que indiqui que el govern xinès estigués involucrat en l'operació.